# Awarskoje Koisu
Der Awarskoje Koisu (russisch Аварское Койсу, im Oberlauf: Джурмут (Dschurmut)) ist der rechte Quellfluss des Sulak in der russischen Republik Dagestan.
Der Awarskoje Koisu entsteht im Süden von Dagestan. Er fließt in überwiegend nördlicher Richtung. Wichtigste Zuflüsse des Awarskoje Koisu sind der Karakoisu von rechts sowie dessen Nebenfluss Kasikumuchskoje Koisu.
Schließlich trifft er auf den von Westen kommenden Andijskoje Koisu und vereinigt sich mit diesem zum Sulak.
Der Awarskoje Koisu hat eine Länge von 178 km. Er entwässert ein Areal von 7660 km² im Osten des Großen Kaukasus. Er wird hauptsächlich von der Schneeschmelze gespeist. Der mittlere Abfluss beträgt 95 m³/s.
Der Fluss wurde zumindest in der Vergangenheit zum Flößen genutzt. Ein Teil des Flusswassers wird zu Bewässerungszwecken abgeleitet.
Der russisch-turksprachige Name des Flusses („Awarischer Koisu“) bezieht sich auf die unter anderem in seinem Einzugsgebiet siedelnden Awaren, ebenso wie der Name des anderen Sulak-Quellflusses Andijskoje Koisu auf die überwiegend dort lebenden andischen Völker.

## Wasserkraftnutzung
Am Flusslauf befinden sich zwei Talsperren mit jeweils angeschlossenem Wasserkraftwerk. Das Irganai-Wasserkraftwerk wird vom 18 km² großen Irganaiskoje-Stausee gespeist.
Die Wasserkraftwerke in Abstromrichtung:
| Name    | Fertig- stellung | Leistung in MW | Jahres- leistung in GWh | Fallhöhe in m | Stauziel in m | Stauraum in Mio. m³ |
| ------- | ---------------- | -------------- | ----------------------- | ------------- | ------------- | ------------------- |
| Gozatl  | 2014             | 100            | 350                     | 69            | 665           | 48,1                |
| Irganai | 2001             | 400            | 1230                    | 168           | 540           | 705                 |